# Цимбалістий Євген Миколайович
Євге́н Микола́йович Цимбалі́стий (1909—1966), співак (тенор), диригент і композитор родом із с. Бовшів Галицького району на Івано-Франківщині.
Студіював у Львівській консерваторії і Берлінській високій музичній школі. З 1940-их років працював диригентом хорів, зокрема оркестру радіо і телебачення Німеччини, учителем музики в Берліні, пізніше в Мюнхені, де й помер.
Хоровооркестрові твори: «Сюїта мандрівних пісень», «Сюїта любовних пісень»; «Мисливська сюїта»; кантата на тему біблійних слів «Я є початок і кінець».
Похований на цвинтарі Вальдфрідгоф.
Юліан Миколайович Цимбалістий (1905—?) — брат Євгена Цимбалістого. З приходом радянської влади виїхав до Польщі. Був художнім керівником у Косові, у Львові став одним із засновників капели «Трембіта».